# Over Everything
«Over Everything» es una canción interpretada por los músicos Courtney Barnett y Kurt Vile. Fue publicado el 30 de agosto de 2017 como el sencillo principal del álbum colaborativo Lotta Sea Lice.

## Video musical
Un videoclip, dirigido por Danny Cohen, fue publicado en el canal de YouTube de los músicos el mismo día. Fue filmado en blanco y negro; Courtney fue filmada en Australia mientras que Kurt fue filmado en los Estados Unidos.

## Recepción
Ellen Peirson-Hagger, escribiendo para The Line of Best Fit, comentó que “es difícil creer que estos dos músicos alguna vez hayan hecho música por separado, por lo que es ideal la combinación de sus voces en esta dulce y azucarada primera canción”. Stuart Berman de Pitchfork escribió: “Vile y Barnett cantan el verso final en armonía como si sellaran su amistad por un pacto de sangre, antes de conducir traviesamente el ritmo acústico ventoso de la canción hacia una outro extendida, tormentosa y enredada”.
Jeremy Winograd de Slant Magazine declaró que la canción le recuerda a «Range Life» de Pavement. Añadió: “El sencillo principal del álbum es brillantemente subversivo como dúo y declaración de tesis para la colaboración de Barnett y Vile; es un himno devocional a la introversión, y específicamente al trabajo en música por uno mismo”.

## Posicionamiento
| Gráfica (2017)                                   | Pico de posición |
| ------------------------------------------------ | ---------------- |
| Estados Unidos (Billboard Mexico Ingles Airplay) | 32               |